# Anthony Quayle
Sir John Anthony Quayle CBE (født 7. september 1913, død 20. oktober 1989) var en engelsk skuespiller og instruktør.